# Albert Kruschel
Albert Michael Kruschel (21 ottobre 1889 – 25 marzo 1959) è stato un ciclista su strada statunitense.

## Palmarès

### Olimpiadi
- Bronzo a Stoccolma 1912 nella corsa a squadre.